# Лагунов, Павел Павлович
Павел Павлович Лагунов (1862 — 1919) — русский военачальник, командир 3-й Сибирской стрелковой артиллерийской бригады, генерал-майор.

## Биография
Из потомственных дворян. Уроженец Акмолинской области. Старший брат Пётр (1858—1915) — генерал-майор.
Окончил Сибирскую военную гимназию (1878) и 1-е военное Павловское училище (1880), откуда выпущен был прапорщиком в 27-ю артиллерийскую бригаду. Произведён в подпоручики 24 октября 1881 года.
8 октября 1884 года назначен помощником старшего адъютанта окружного артиллерийского управления Виленского военного округа. Произведён в поручики 5 декабря 1885 года, в штабс-капитаны — 25 декабря 1891 года, в капитаны — 14 мая 1896 года. 16 января 1901 года переведён в 43-ю артиллерийскую бригаду. Окончил Офицерскую артиллерийскую школу «успешно». 21 июня 1904 года произведён в подполковники в сравнение со сверстниками, с назначением командиром 5-й батареи той же бригады. Участвовал в русско-японской войне. Удостоен ордена Св. Георгия 4-й степени
За мужество и храбрость, выказанные им с 13 со 22 февраля 1905 года при отбитии многократных атак неприятеля на деревню Людзятунь.
17 мая 1907 года назначен командиром 5-й батареи 3-й Восточно-Сибирской стрелковой артиллерийской бригады, а 26 ноября 1908 года произведён в полковники «за отличие по службе». 5 августа 1910 года назначен командиром 1-го дивизиона 1-й Сибирской стрелковой артиллерийской бригады.
25 июля 1914 года произведён в генерал-майоры «за отличие по службе», с назначением командиром 3-й Сибирской стрелковой артиллерийской бригады, с которой и вступил в Первую мировую войну. В феврале 1915 года попал в плен при окружении 20-го армейского корпуса в Августовских лесах. Содержался в лагере Бад-Кольберг. 3 апреля 1915 года отчислен от должности за нахождением в плену.
По окончании войны, в 1919 году вернулся в Орёл, где проживали его жена и дочь. Умер 9 декабря того же года. Был похоронен на Троицком кладбище (местонахождение могилы неизвестно).

## Семья
Был женат на Серафиме Фридриховне фон-Котен. Их дети:
- Михаил (1890—1940), окончил Михайловское артиллерийское училище (1912), штабс-капитан 2-й Сибирской стрелковой артиллерийской бригады. В эмиграции в Польше, капитан запаса Войска Польского.
- Андрей (1895—1917), штабс-капитан 2-й Сибирской стрелковой артиллерийской бригады, георгиевский кавалер.
- Надежда (1892—?), в эмиграции в Литве.

## Награды
- Орден Святого Станислава 3-й ст. (1886)
- Орден Святой Анны 3-й ст. (1893)
- Орден Святого Станислава 2-й ст. (ВП 1.01.1901)
- Орден Святой Анны 2-й ст. с мечами (ВП 14.04.1905)
- Орден Святого Владимира 4-й ст. с бантом (1906)
- мечи к ордену Св. Станислава 2-й ст. (ВП 5.03.1906)
- Золотое оружие «За храбрость» (ВП 12.03.1906)
- Орден Святого Георгия 4-й ст. (ВП 19.09.1907)